# Breivik (Nordland)
Pour les articles homonymes, voir Breivik.
Breivik est une localité du comté de Nordland, en Norvège.

## Géographie
Administrativement, Breivik fait partie de la kommune de Bodø.